# Sky Express

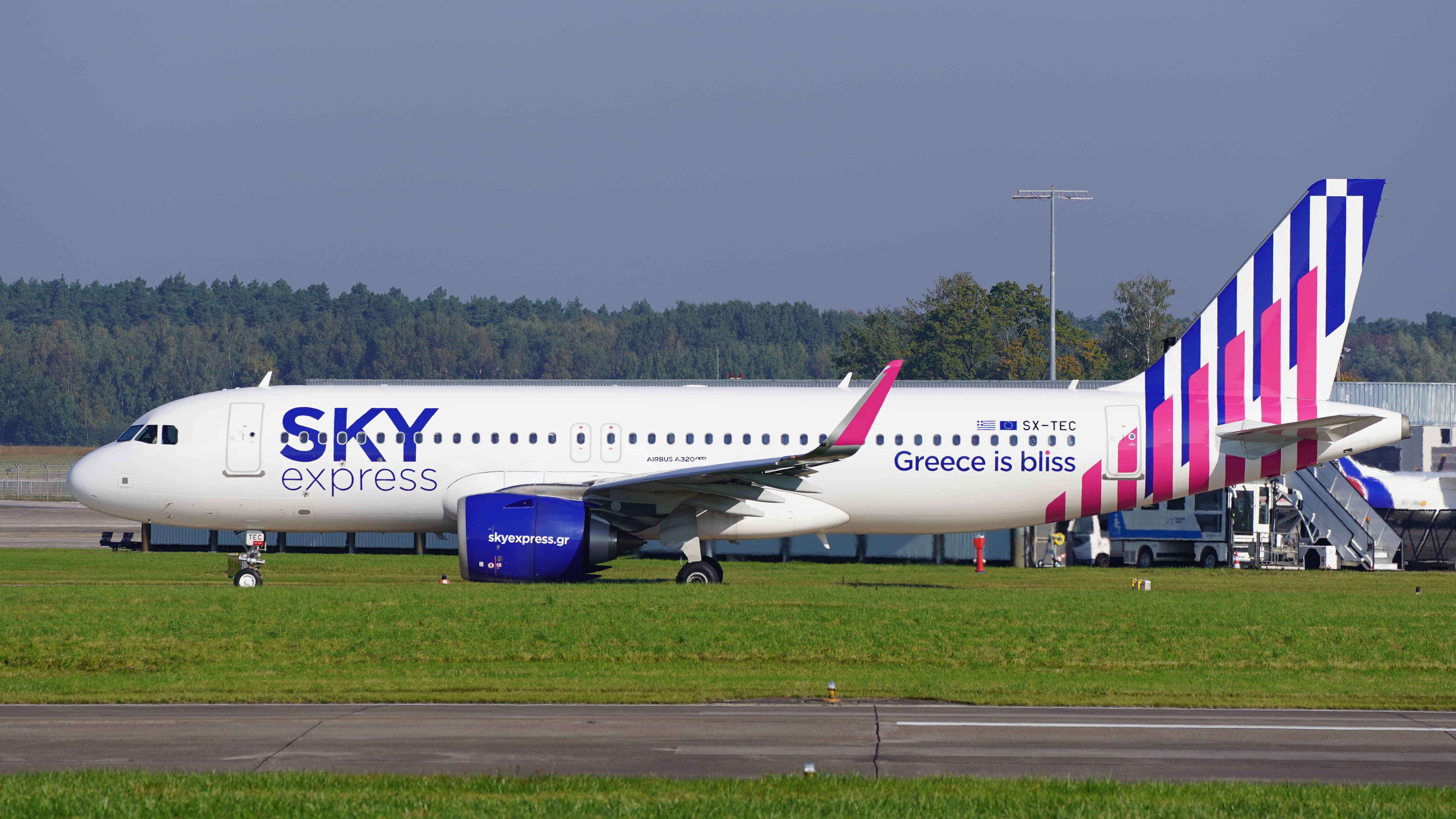
Un Airbus A320neo de nouvelle génération de SKY express

Sky Express, sous son nom légal Cretan Aeronautical Exploitations (grec moderne : Κρητικές Αεροπορικές Εκμεταλλεύσεις / Kritikés Aeroporikés Ekmetalléfsis), est une compagnie aérienne grecque basée à l'aéroport international d'Athènes. Elle a été créée en 2005 et exploite des vols intérieurs et internationaux, desservant jusqu’à 34 destinations.

## Histoire
La compagnie aérienne a été créée en 2005 par le capitaine Miltiadis Tsagkarakis, ancien directeur général et pilote d'Olympic Airlines, associé à George Mavrantonakis, ancien chef d'exploitation, directeur et conseiller du président d'Olympic Airways. Les opérations ont commencé en juillet 2005 avec les vols réguliers, charters et de fret, les services médicaux d'urgence, les excursions et le tourisme. La compagnie crée ensuite "Sky Express Aircargo" à l'issue d'une collaboration avec le groupe Finaval, se concentrant sur le transport de marchandises entre l'Europe et l'Extrême-Orient.

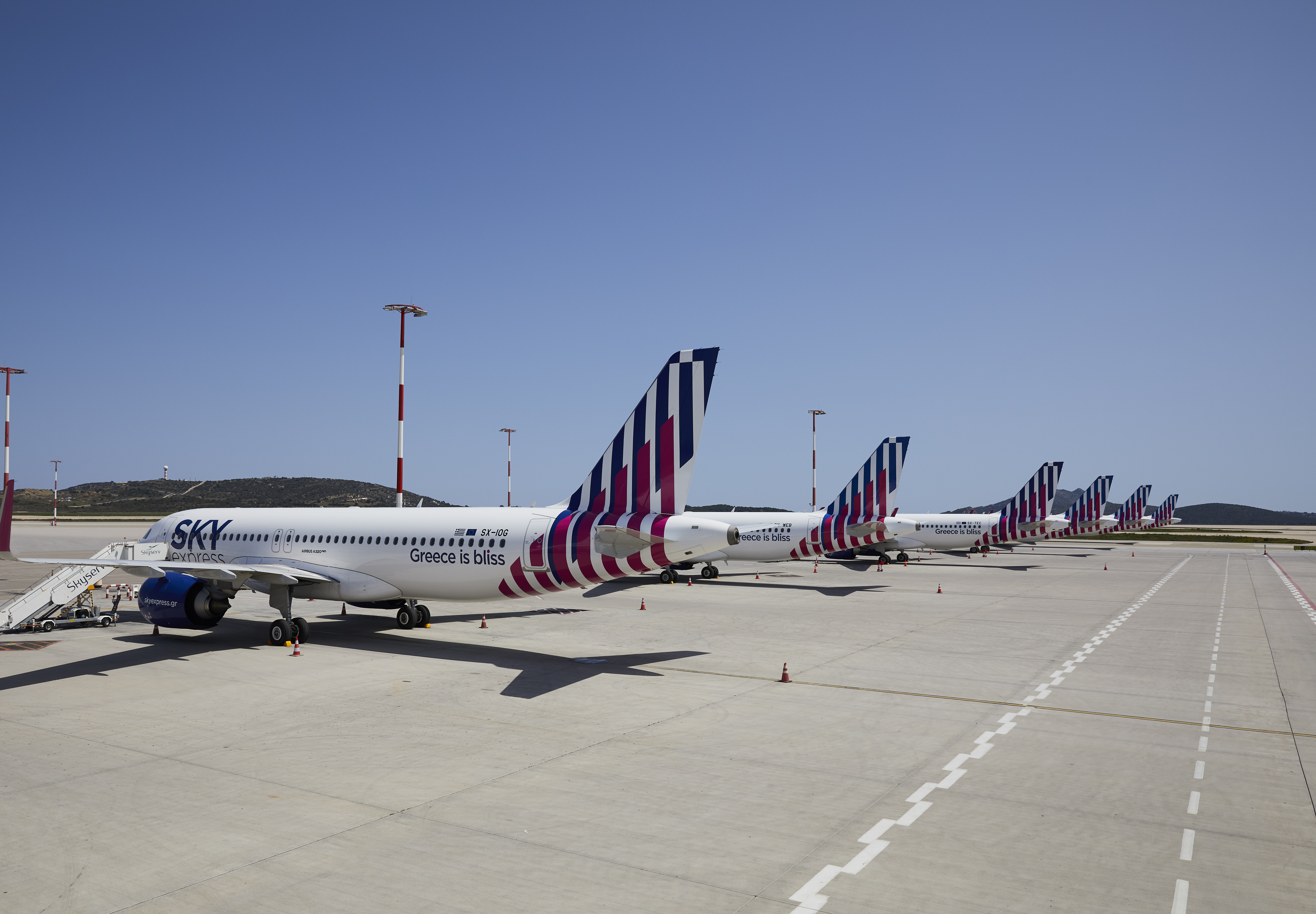
Des A320neo de Sky Express parqués à l’aéroport d’Athènes

Le 15 octobre 2020, la compagnie annonce l'acquisition de 6 Airbus A320neo et fait part de son souhait de développer des liaisons internationales en 2021.
En 2023, Sky Express a transporté 4,5 millions de passagers et introduisit 2 Airbus A321neo. En 2024, elle ajouta encore 5 appareils ; 3 ATR 72-600 et 2 Airbus A320neo supplémentaires, portant ainsi la flotte à 27 appareils et proposant 6,4 millions de sièges, tout en se séparant de ses derniers ATR 72-500 vieillissants.

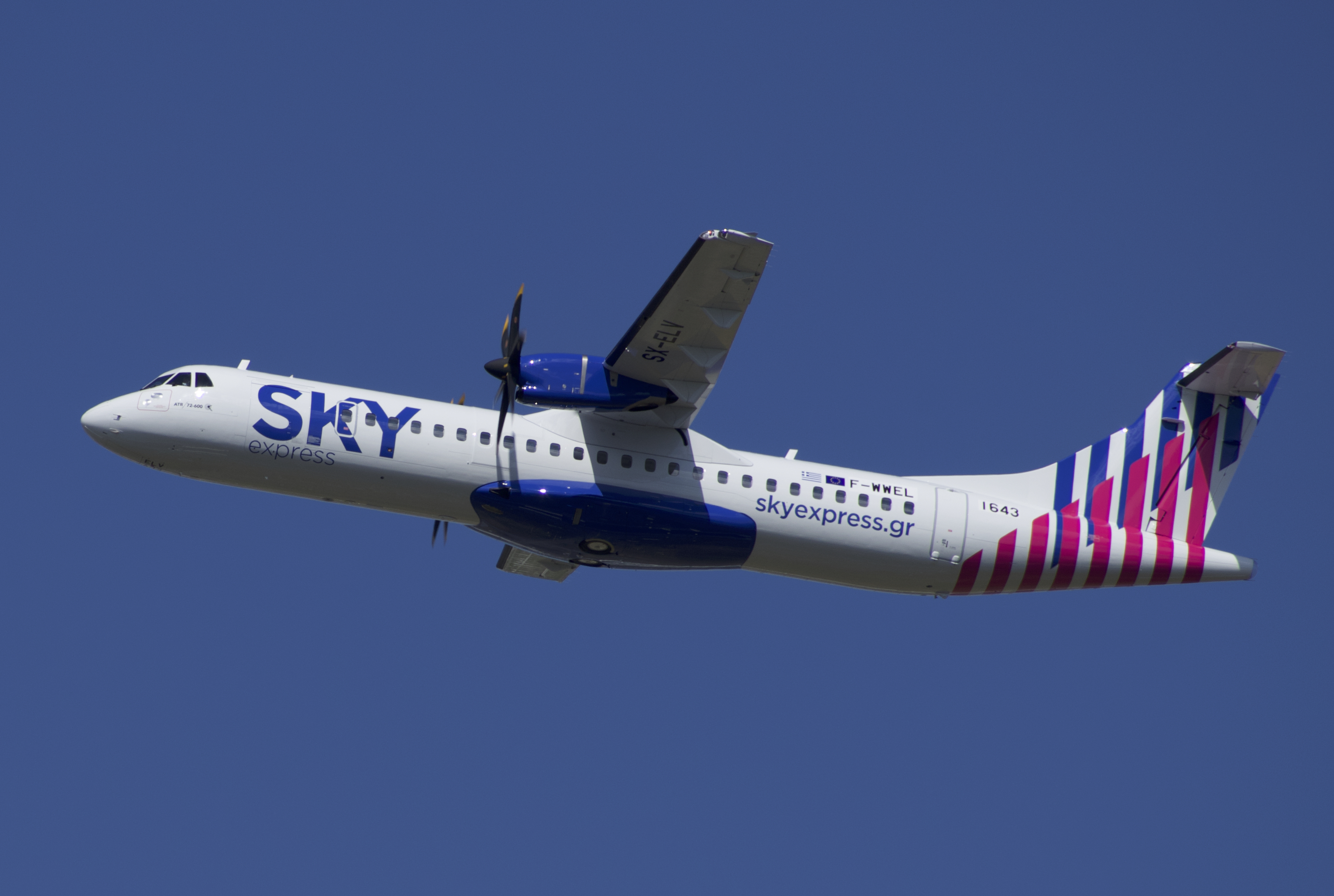
Un ATR 72-600 de Sky Express

Un A320neo supplémentaire a été livré en 2025, et un autre est en commande.

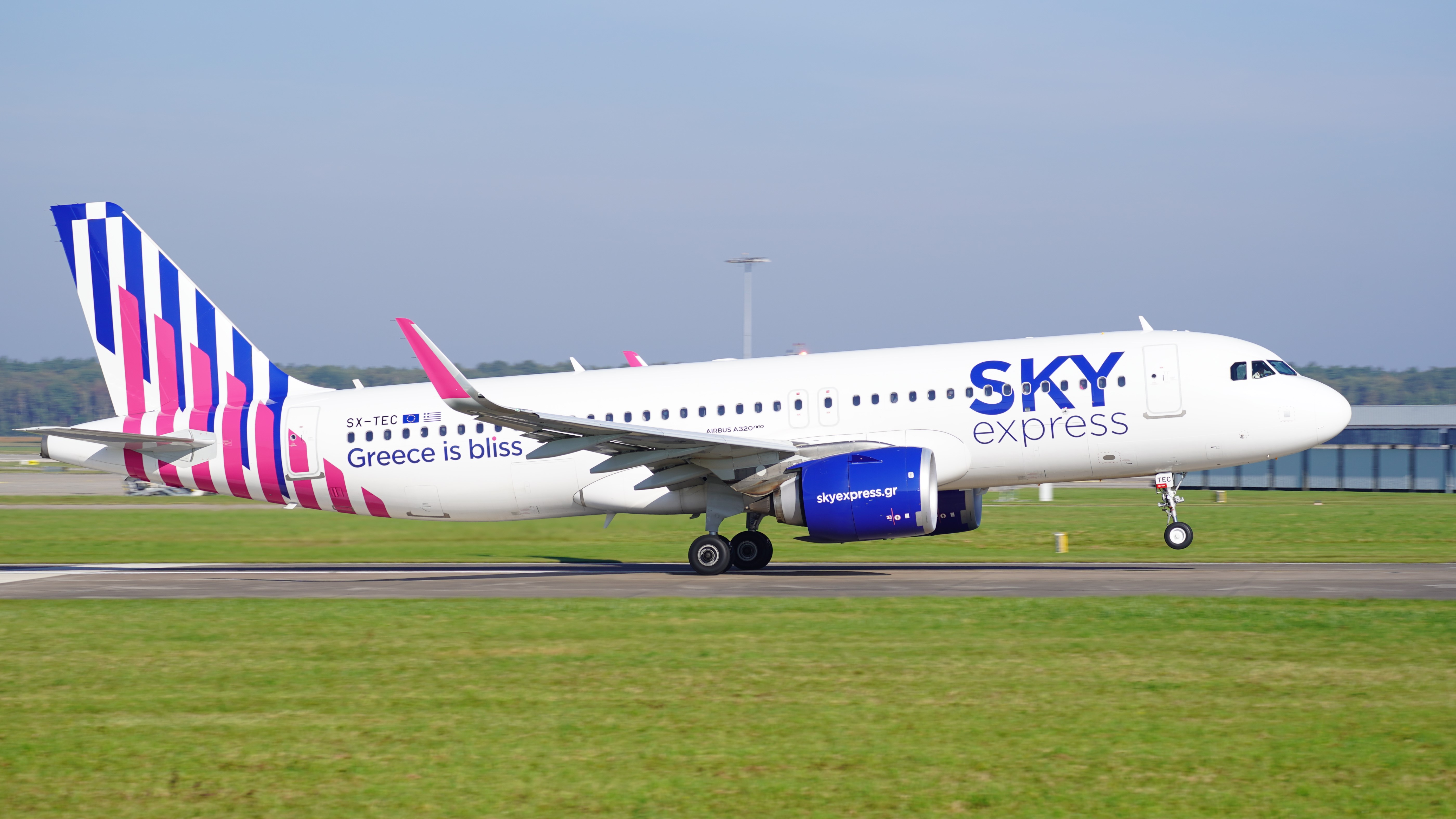
Airbus A320neo de Sky Express

### Polémique sur le logo
Le logo initial de la compagnie aérienne a été inspiré par le drapeau de l'État crétois, un État semi-indépendant sous l'Empire ottoman. Le drapeau de l'État crétois est composé d'une croix blanche s'étendant sur les bords du drapeau, avec le canton du palan supérieur de couleur rouge, une étoile blanche symbolisant la souveraineté ottomane sur l'île, et des carrés en bleu symbolisant les Grecs de Crète. Le drapeau a également été adopté comme symbole du pseudo-mouvement de l'indépendance crétoise.
Le logo adopté n'a pas été bien accueilli par les Grecs, en particulier par les Crétois. À la suite de cette polémique, la compagnie n'a pas gardé le logo pour éviter toute confusion. La société s'est tout de même défendue en déclarant qu'elle ne considérait pas le drapeau comme offensant, car il représente selon elle une étape importante dans l'unification de la Crète avec le royaume de Grèce[réf. nécessaire].

## Destinations
Depuis 2019, Sky Express propose 33 vols réguliers domestiques et 25 vols internationaux vers les destinations suivantes :  
En Grèce : Alexandroúpolis, Astypalée, Athènes, La Canée, Chios, Corfou, Héraklion, Ikaria, Kalymnos, Karpathos, Kastoria, Céphalonie, Kos, Kozani, Cythère, Lemnos, Leros, Milos, Mykonos, Mytilène, Naxos, Paros, Préveza, Rhodes, Samos, Santorin, Sitia, Skiathos, Skyros, Syros, Thessalonique, Volos, Zante.
A l'international : Amsterdam, Bruxelles, Cologne, Düsseldorf, Erevan, Francfort, Istanbul, Larnaca, Lille, Londres, Lyon, Marseille, Milan, Munich, Nantes, Paris, Prague, Rome, Saint-Etienne, Sofia, Tbilissi, Tirana, Vienne, Varsovie, Weeze.
Sky Express a conclu des partages de codes avec les compagnies aériennes suivantes : 
Air France, American Airlines, Air Transat, Air Serbia, British Airways, Condor Airlines, Cyprus Airways, Delta Air Lines, EasyJet, El Al, Emirates, Etihad, KLM, ITA Airways, Middle East Airlines, Qatar Airways, Royal Jordanian, Transavia et Turkish Airlines.

## Flotte

### Flotte actuelle
En juin 2025, Sky Express exploite une flotte composée des avions suivants : 

### Flotte historique
Sky Express a également exploité par le passé les avions suivants : 

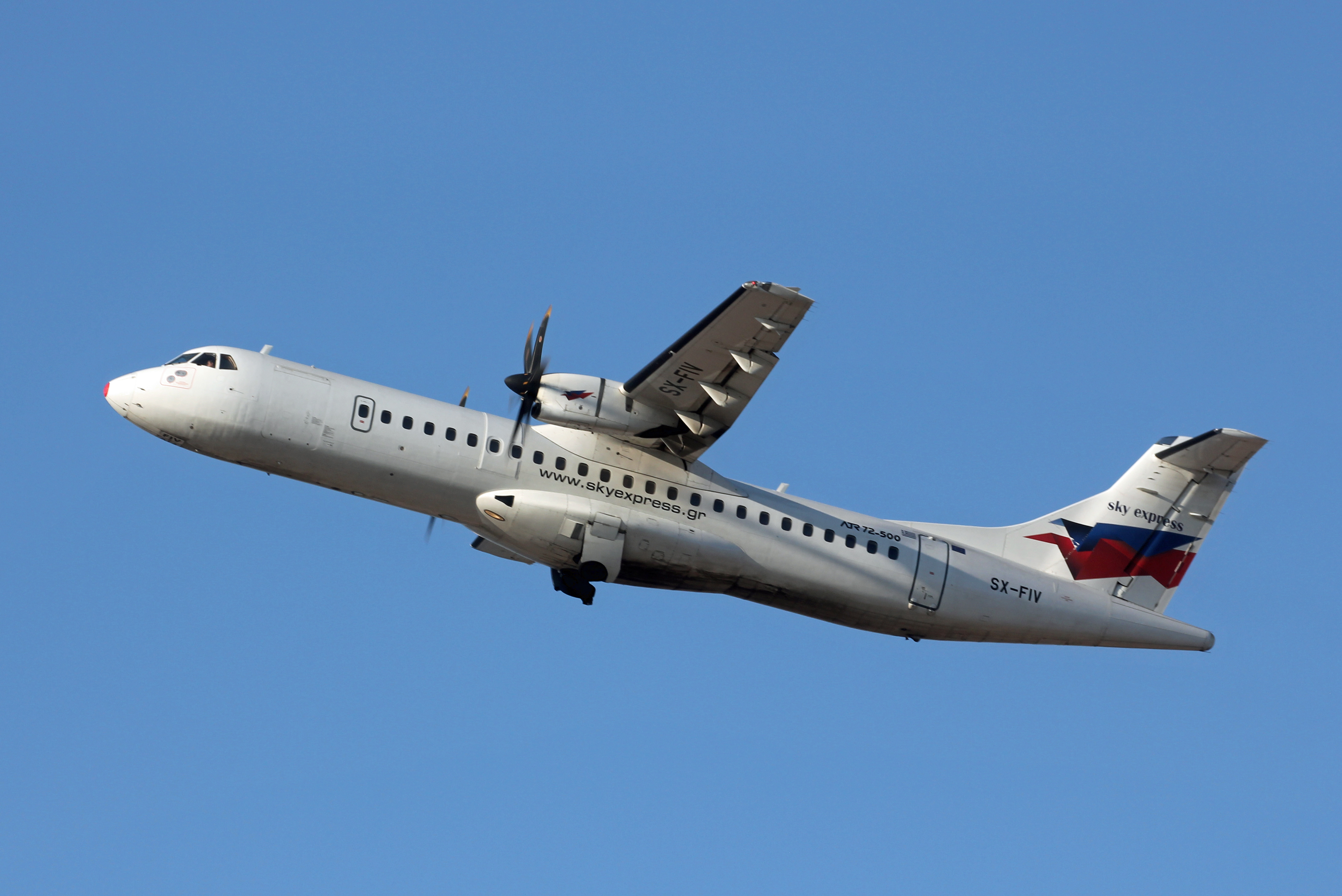
Un ATR 72-500 portant l'ancienne livrée à l'aéroport d'Héraklion.

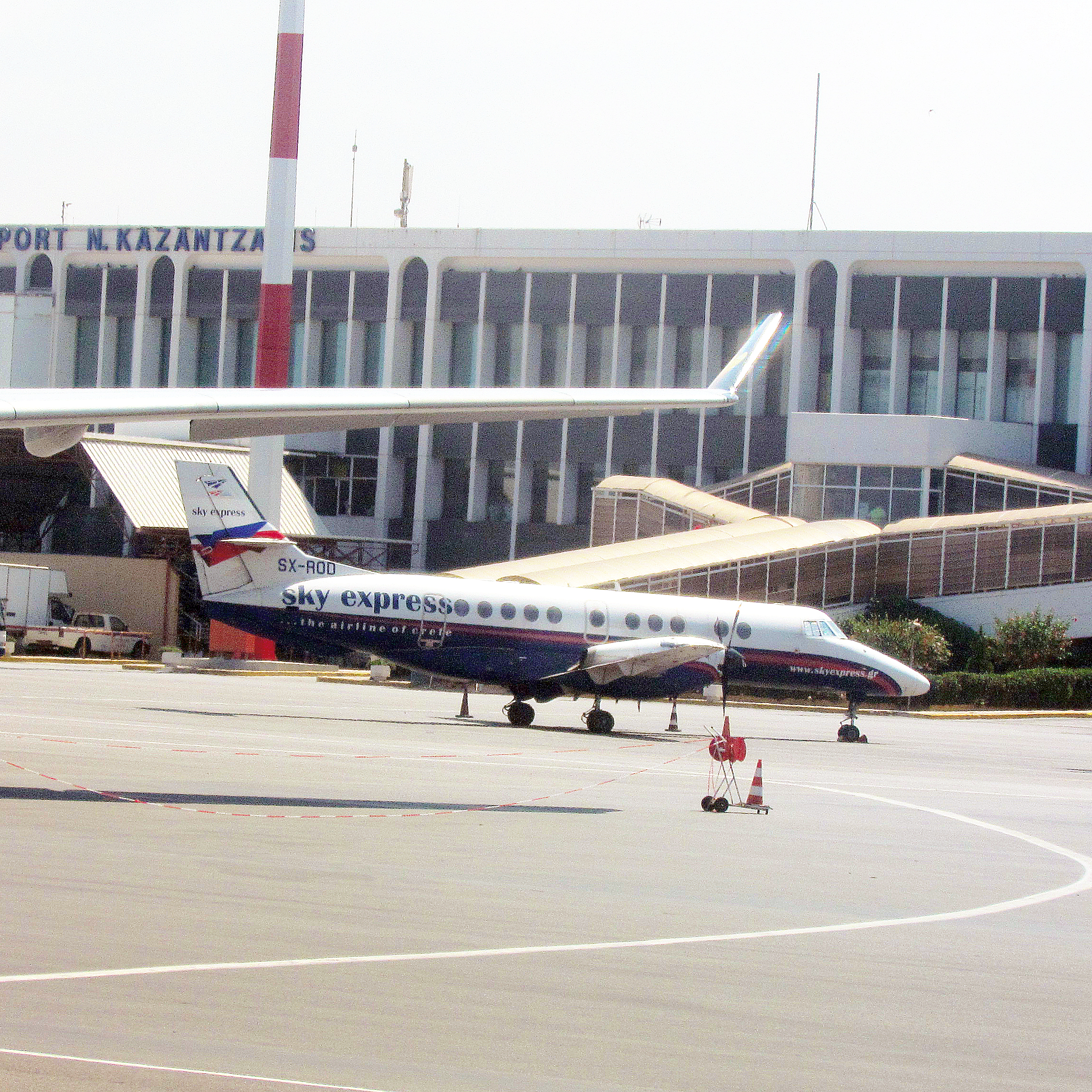
Sky Express BAe Jetstream 41 à l'aéroport international d'Héraklion.

- ATR 42-300
- ATR 72-500
- BAe Jetstream 31
- BAe Jetstream 41
- McDonnell Douglas MD-83

## Incidents et accidents
- Le 12 février 2009, un British Aerospace Jetstream 31 immatriculé SX-SKY a subi un effondrement du train principal droit après avoir atterri en provenance de l'aéroport de Rhodes[11]. Aucun des 15 passagers et 3 membres d'équipage n'a été blessé, mais l'avion a subi des dommages considérables à son train d'atterrissage droit, à son aile et à son hélice qui ont été jugés irréparables, ce qui a entraîné la radiation de l'avion[réf. nécessaire]. La cause de l'accident était que l'avion avait précédemment subi deux atterrissages lourds dans les 27 précédents qui n'ont pas été rapportés. L'un des atterrissages lourds a provoqué une fracture dans un cylindre de train d'atterrissage, qui s'est propagée jusqu'à ce que le cylindre cède, provoquant l'effondrement du train d'atterrissage[12]. SX-SKY a été signalé en train d'être mis au rebut à l'aéroport d'Héraklion fin février 2011.
- Le 2 février 2015, un British Aerospace Jetstream 41 immatriculé SX-DIA, exploitant le vol GQ-100 d'Héraklion, a subi un effondrement du train principal gauche et une sortie de piste après un atterrissage brutal sur l'aéroport de Rhodes Diagoras en raison de vents violents. Aucun des 16 passagers ou 3 membres d'équipage n'a été blessé. L'avion a cependant subi des dommages importants[13],[14].
- Le 21 juin 2019, SX-TWO, un ATR 42-500 d'Héraklion à l'aéroport de Rhodes Diagoras a effectué un atterrissage d'urgence à l'aéroport de Karpathos après avoir subi une explosion sur l'un des moteurs. Aucun des 47 passagers (dont un bébé) n'a été blessé[15],[16]. L’appareil a été réparé et remis en service.